# Gilles Mbang Ondo
Gilles Mbang Ondo (ur. 10 października 1985 w Libreville) – piłkarz z Gabonu grający na pozycji napastnika. W swojej karierze grał w takich klubach jak rezerwy Paris Saint-Germain F.C., rezerwy AJ Auxerre, SC Eisenstadt, Grindavíkur, Stabæk Fotball, Sandnes Ulf, Nejmeh SC, Al-Taawon, Ras Al Khaima Club, Dibba Al-Hisn, Al-Nahda, UE Engordany i Vestri Ísafjördur. W 2018 przeszedł do UMF Selfoss.